# Schloss Finspång

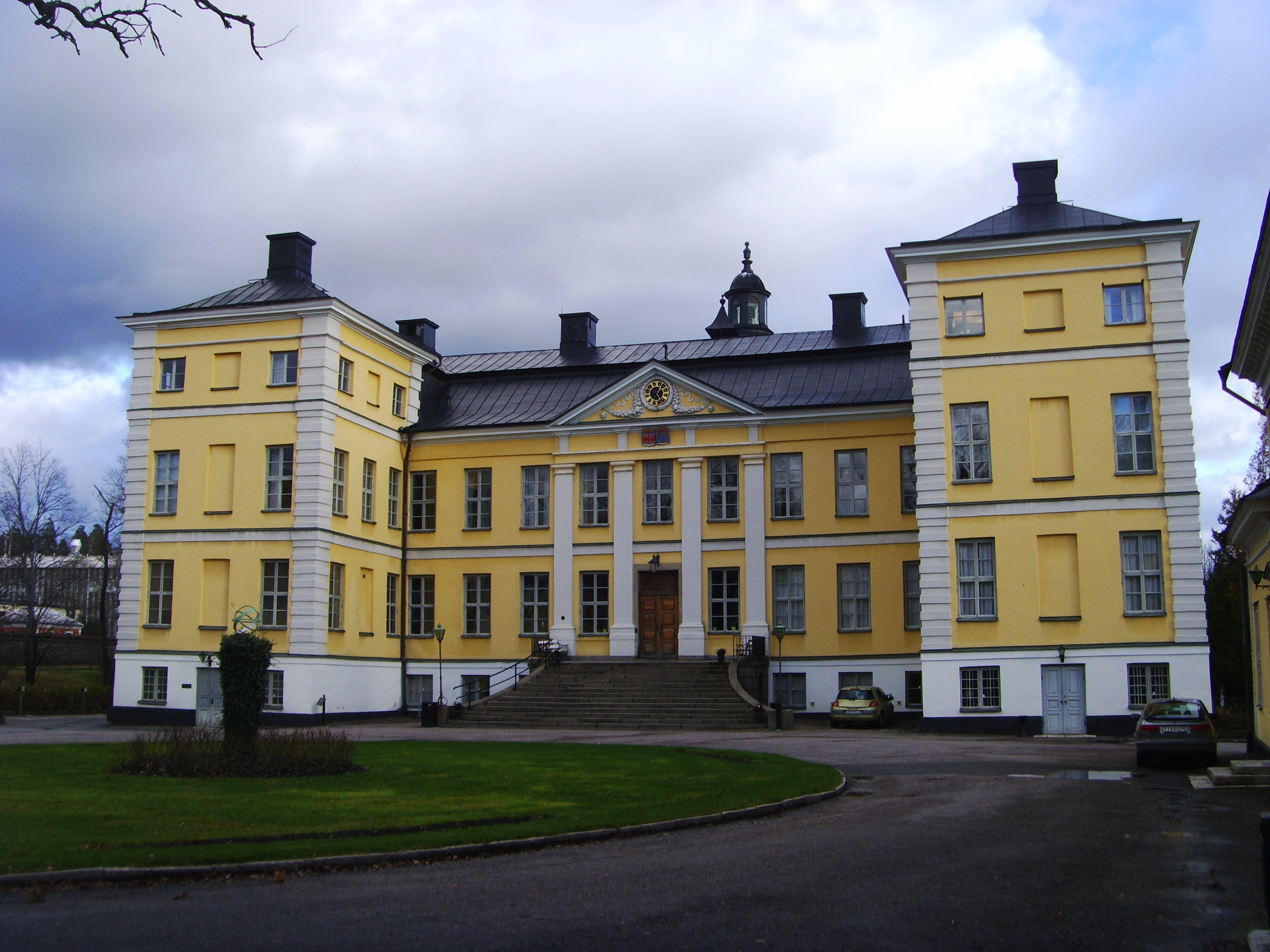
Schloss Finspång, Vorderseite

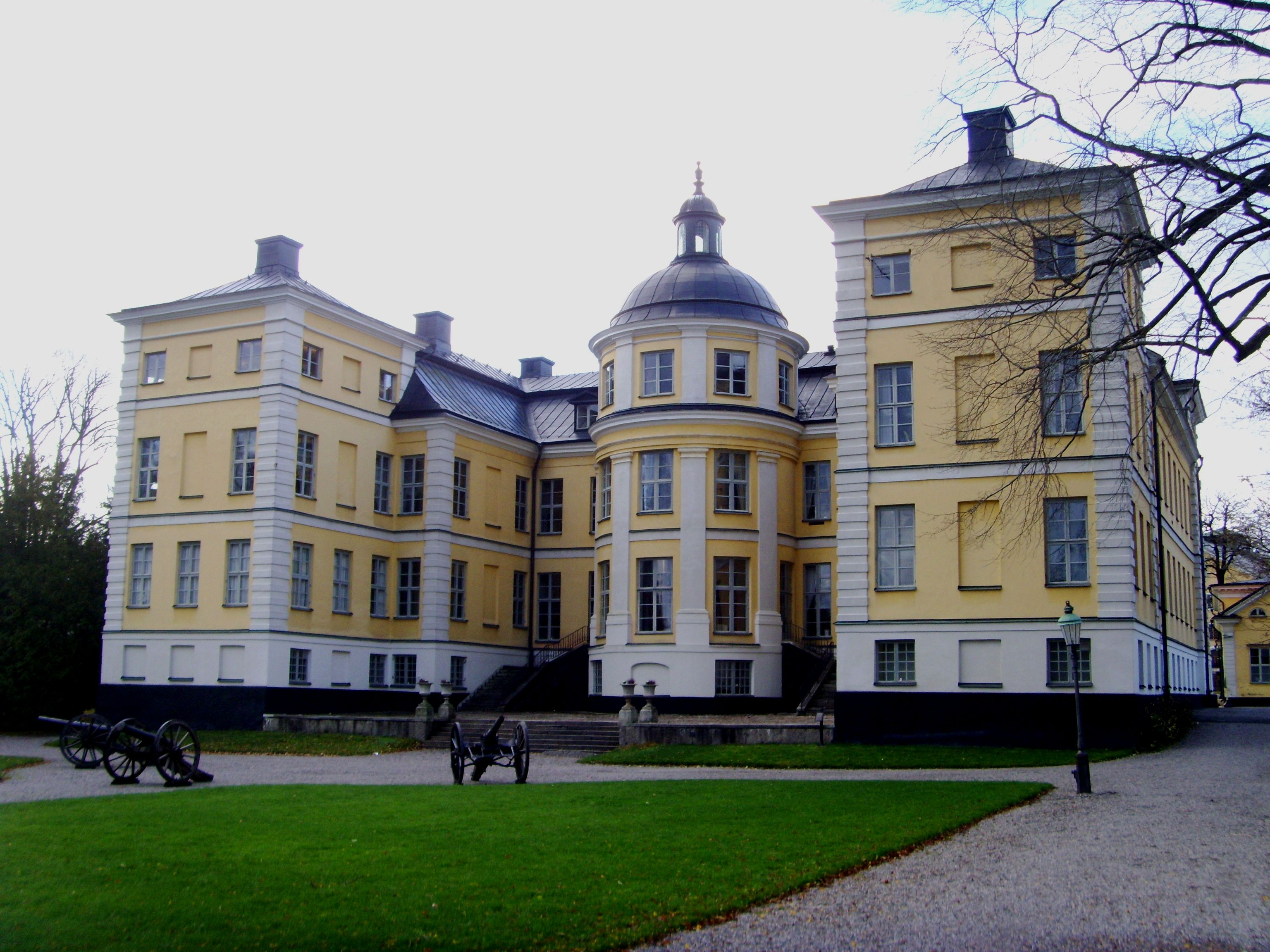
Schloss Finspång, Rückseite

Schloss Finspång (schwed. Finspångs slott) ist eine Schlossanlage in der schwedischen Provinz Östergötlands län. Es liegt auf einer langgestreckten Halbinsel im Fluss Finspångå in der gleichnamigen Gemeinde Finspång. Es ist seit 1960 als Byggnadsminne registriert.

## Lage und Geschichte
Die Hauptgebäude des Schlosses wurden in den Jahren 1668 bis 1685 durch den Niederländer Louis De Geer nach Plänen seines Landsmannes Adriaan Dortsman errichtet. Die Stuckarbeiten wurden dabei ganz überwiegend durch Carlo Carove ausgeführt. Bis Ende des 18. Jahrhunderts erfolgte ein weiterer Ausbau durch Flügelanbauten und weitere Gebäude durch die Nachfahren De Geers, insbesondere dessen gleichnamigen Enkel. Schloss Finspång gilt heute als typisches Landschloss aus der karolinischen Zeit.
Zum Schloss gehören die Schlosskapelle im nördlichen Teil der Anlage und der Schlosspark. Letzterer wurde in den Jahren 1690 bis 1820 in mehreren Etappen angelegt und ab 1790 zu einem englischen Landschaftsgarten umgestaltet. Im Park stehen ein Auroratempel aus dem Jahr 1791, ein Lusthaus aus dem Jahr 1821 und eine Orangerie.
Heute ist das Schloss im Besitz der Firma Siemens Energy. Die Gebäude sind nicht für die Öffentlichkeit zugänglich, der Schlosspark kann jedoch frei begangen werden.